# Pappardelle
Pappardelle er en stor og bred pasta, der minder om fettuccine. Den friske type er 2-3 cm bred og kan have krusede kanter. Tør pappardelle med æg har til gengæld lige sider.
Navnet stammer fra det italienske verbum "pappare", at slubre.